# Christophe Berra
Christophe Didier Berra (Edinburgh, 31 januari 1985) is een Schots-Frans voetballer die bij voorkeur als centrale verdediger speelt. Hij tekende in 2013 bij Ipswich Town.

## Clubcarrière
Berra werd geboren in de Schotse hoofdstad Edinburgh. Op 30 november 2003 debuteerde hij voor Heart of Midlothian in de toenmalige Scottish Premier League tegen Dundee United. In zes seizoenen maakte hij vier treffers in 123 competitiewedstrijden. In februari 2009 werd de Schots international voor 2,5 miljoen euro verkocht aan Wolverhampton Wanderers. Enkele maanden later promoveerde de club naar de Premier League. In vier seizoenen en een seizoenshelft speelde de centrumverdediger 141 competitiewedstrijden voor The Wolves. In juli 2013 werd hij door zijn ex-coach bij Wolverhampton, Mick McCarthy naar Ipswich Town gehaald. Op 6 augustus 2013 debuteerde hij voor zijn nieuwe club in de League Cup tegen Stevenage. Op 31 augustus 2013 maakte Berra zijn eerste treffer voor Ipswich Town tegen Birmingham City. In zijn eerste seizoen bij Ipswich Town maakte hij vijf doelpunten in 42 competitiewedstrijden.

## Interlandcarrière
Berra heeft een Schotse moeder en Franse vader en dus ook beide nationaliteiten. Op 30 mei 2008 maakte hij zijn opwachting voor Schotland tegen Tsjechië. Op 28 maart 2009 stond hij voor het eerst in de basis van het Schots elftal in zijn eerste officiële interland in de WK-kwalificatiewedstrijd tegen Nederland in de Amsterdam ArenA. Op 25 mei 2011 maakte Berra zijn eerste interlanddoelpunt op het Vierlandentoernooi 2011 tegen Wales.

## Erelijst
Hearts of Midlothian
- Scottish Cup

2005/06
 Wolverhampton Wanderers
- Football League Championship

2008/09